# Boshra Al-Shaeby

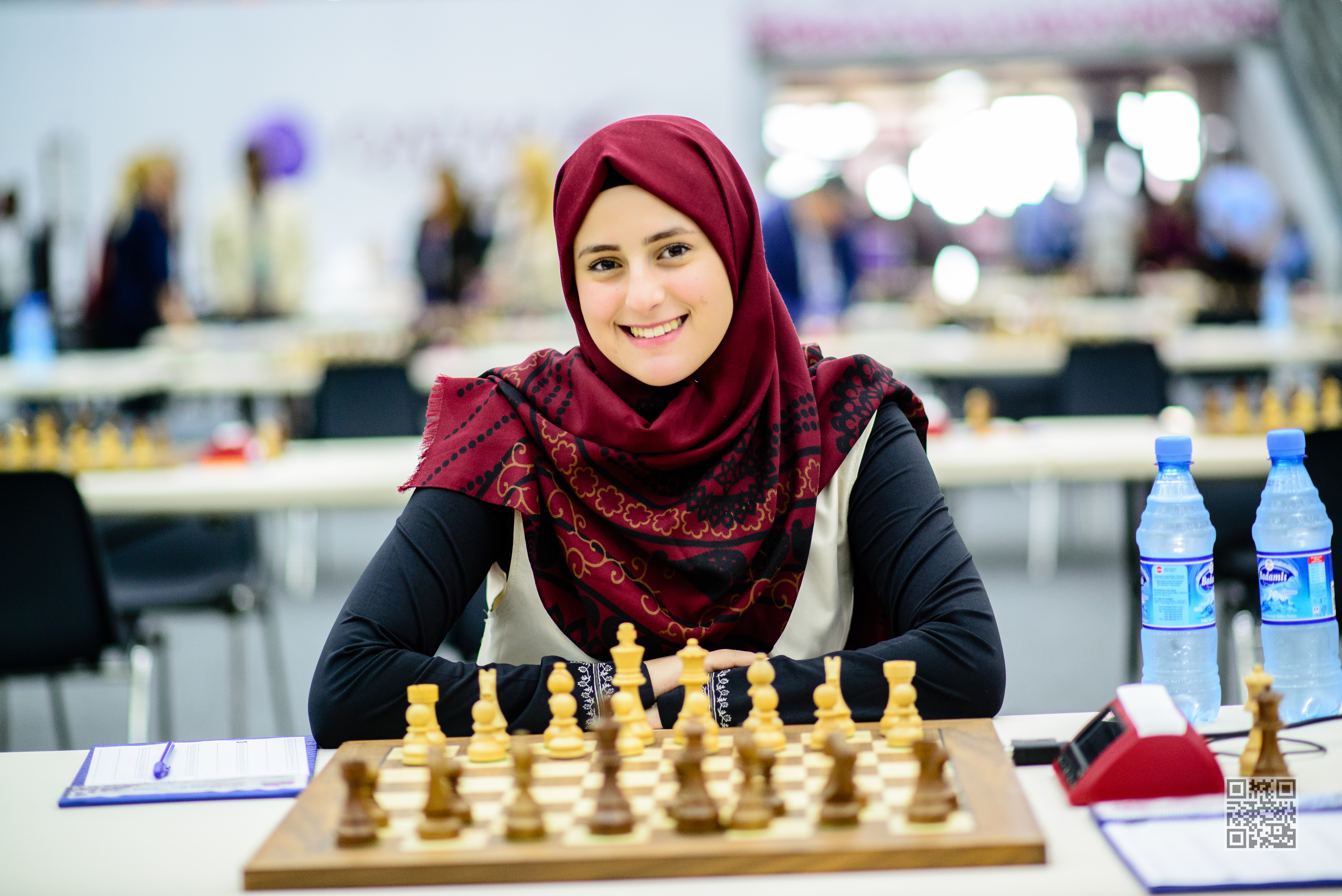
Boshra Al-Shaeby in 2016

Boshra Al-Shaeby (29 september 1995) is een Jordaanse schaakster. Sinds 2012 heeft ze de titel FIDE Meester bij de vrouwen (WFM). In 2018 won ze een individuele gouden medaille op de 43e Schaakolympiade voor vrouwen.  

## Individuele resultaten
In 2011 won Boshra Al-Shaeby het Arabisch schaakkampioenschap voor jeugd, in de categorie meisjes tot 16 jaar.
Twee keer won ze het Jordaans schaakkampioenschap voor vrouwen: in 2015 en in 2018.
In twee opeenvolgende jaren werd Boshra Al-Shaeby derde op het Arabisch schaakkampioenschap voor vrouwen: in 2016 (5 pt. uit 7) en in 2017 (7 pt. uit 9). 
Daarnaast won ze in twee opeenvolgende jaren het Arabisch kampioenschap blitzschaak voor vrouwen: in 2016 en in 2017. 

## Schaakteams
Boshra Al-Shaeby speelde voor Jordanië in Schaakolympiades voor vrouwen:
- in 2010 aan het 4e bord  in de 39e Schaakolympiade voor vrouwen in Khanty-Mansiysk (+6 =0 –3)
- in 2012 aan het 4e bord  in de 40e Schaakolympiade voor vrouwen in Istanboel (+4 =3 –4)
- in 2014 aan het 4e bord  in de 41e Schaakolympiade voor vrouwen in Tromsø (+3 =3 –4)
- in 2016 aan het 3e bord  in de 42e Schaakolympiade voor vrouwen in Bakoe (+6 =0 –5)[9]
- in 2018 aan het reservebord in de 43e Schaakolympiade voor vrouwen in Batoemi (+8 =0 –0) waarmee ze een individuele gouden medaille won[9]

Boshra Al-Shaeby speelde in 2016 voor Jordanië in het open toernooi ("mannen") van het Aziatisch schaakkampioenschap voor landenteams.
Boshra Al-Shaeby speelde in 2011 voor Jordanië in het vrouwentoernooi van het Pan-Arabisch schaakkampioenschap voor landenteams en eindigde met het team als tweede.

## Externe koppelingen
- (en)   Informatie over schaakpartijen van Boshra Al-Shaeby op ChessGames.com
- (en)   Informatie over schaakpartijen van Boshra Al-Shaeby op 365chess.com
- (en)  FIDE-ratinggegevens voor Boshra Al-Shaeby